# Драги (филм)
Драги (енгл. „Chéri“) је британско-француска драма из 2009, са Мишел Фајфер у главној улози. Филм је био номинован за „Златног медведа“ на Берлинском филмском фестивалу.
Драма, смештена у Париз почетком 20. века, приказује последње дане везе између кутизане Лее и двадесетседмогодишњег Фреда.
Ово је један од првих филмова у којима је играла Мишел Фајфер после вишегодишње паузе. Лондонски The Times је објавио да је глума Фајферове „магнетска и суптилна“, а да је „њена ноншаланција само маска за рањивост и тугу.“ Роџер Иберт је рекао да је „фасцинантно посматрати како Фајферова контролише своје изразе лица током сцена бола“, док је Кенет Тјуран из Лос Анђелес тајмса похвалио „сцене које је немогуће описати речима, када камера ухвати Леу саму у њеном болу који крије од света.“ Рекао је још да је њен перформанс „оплемењен и деликатан“ и да је „подсетник на то колико нам је недостајала свих ових година.“

## Улоге
| Глумац          | Улога                |
| --------------- | -------------------- |
| Мишел Фајфер    | Леа де Лонвал        |
| Руперт Френд    | Фред                 |
| Кети Бејтс      | мадам Шарлот де Пелу |
| Фелисити Џоунс  | Едми                 |
| Франсес Тамелти | Роза                 |